# Вртоглавица (филм)
Вртоглавица (енгл. Vertigo) је амерички ноар психолошки трилер из 1958. године, режисера и продуцента Алфреда Хичкока. Прича је базирана на роману из 1954. године, Међу мртвима, коју су написали Пјер Боало и Томас Нарцејац. Филмски сценарио су написали Алек Копел и Самјуел А. Тејлор.
У главној улози је Џејмс Стјуарт као бивши полицијски истражитељ, Џон „Скоти” Фергусон. Скоти је присиљен да оде у рану пензију због инцидента који се десио током његове дужности, због чега је он развио акрофобију (крајњи страх од висине) и вртоглавицу (лажни осећај кретања у простору). Скотија је унајмио познаник, Гевин Елстер, као приватног истражитеља, који треба да прати његову супругу Медлин (Ким Новак), која је почела да се понаша необично.
Филм је сниман у Сан Франциску и Холивуду. Први је филм који је користио ефекат камере који искривљава перспективу и ствара дезоријентацију, приказујући Скотијеву акрофобију. Због коришћења у снимању овог филма, овај ефекат је такође познат и као „Ефекат Вртоглавице”.
Филм је у време изласка примио помешане критике, али данас се сматра Хичкоковим класиком и једним од најважнијих радова у његовој каријери. Привукао је значајне академске критике, а 2012. године је заменио Грађанина Кејна на месту најбољег филма икад снимљеног у анкети Британског филмског института. 1996. године, филм је претрпео значајну рестаурацију како би остварио нови формат од 70 мм и ДТС саундтрек. У више наврата се појављивао на анкетама Америчког филмског института у избору најбољег филма, а у оној спроведеној 2007. године, нашао се на деветом месту.
1989. године, филм се нашао међу првих 25 филмова које је Конгресна библиотека изабрала за Национални регистар филмова, као „културно, историјски и естетски значајан”.

## Радња
Након потере на крову, током које је један полицајац пао и погинуо, детектив из Сан Франциска Џон „Скоти” Фергусон се пензионише због страха од висине и вртоглавице. Скоти покушава да преброди свој страх, али његова пријатељица и бивша вереница, Миџ Вуд, говори му да је још један тешки емоционални шок можда једини лек.
Познаник са колеџа, Гевин Елстер, тражи од Скотија да прати његову супругу Медлин, тврдећи да је она у некаквој опасности. Скоти невољно пристаје и прати Медлин до цвећаре, у којој она купује букет цвећа и односи га на гроб Карлоте Валдез (1831–1857), а након тога одлази у музеј уметности, где дуго времена гледа у Карлотин портрет. Скоти је онда прати до хотела Мекитрик, али током истраге се чини да она није тамо.
Локални историчар објашњава да је Карлота Валдез извршила самоубиство; била је љубавница богатог ожењеног човека и родила му је дете; пошто човек иначе није имао деце, држао је Карлоту и дете са стране. Гевин открива да је Карлота (за коју се плаши да је опсела Медлин) заправо Медлина прабаба, иако Медлин не зна за то, а такође се не сећа места које је посетила. Скоти следи Медлин до моста Голден гејт, након чега се она баца у залив, али је он спашава.
Следећег дана Скоти прати Медлин; њих двоје се сусрећу и проводе дан заједно. Они одлазе до оближње шуме, а након тога до обале, где Медлин трчи према океану. Скоти је сустиже и њих двоје се грле. Медлин му препричава своју ноћну мору, а Скоти идентификује место о коме је причала као околину око цркве Сан Хуан Баутиста, што је Карлотин родни дом. Он је одвози тамо и њих двоје изражавају своју љубав једно према другом. Медлин одједном отрчава у цркву и пење се до куле са звоником. Скоти се због страха од висине зауставља на степеницама, одакле види како Медлин пада у смрт.
Њена смрт је проглашена самоубиством. Гевин не криви Скотија, али Скоти је сломљен, постаје клинички депресиван и завршава у санаторијуму, у скоро кататоничном стању. Након што је изашао, Скоти одлази до места која је Медлин посећивала, често замишљајући да је види. Једног дана, он примећује жену која га подсећа на Медлин, упркос другачијем изгледу. Скоти је прати и она се идентификује као Џуди Бартон из Салајне у Канзасу. 
Флешбек открива да је Џуди била особа коју је Скоти познавао као „Медлин Елстер”; она се лажно представљала за Гевинову жену, што је био део убилачког плана. Џуди пише писмо Скотију у коме објашњава своју умешаност. Гевин је намерно искористио предност Скотијевог страха од висине, знајући да он неће моћи да дође до врха куле са звоном, одакле је гурнуо своју праву супругу што је изгледало као „самоубилачки скок”. Међутим, Џуди цепа то писмо и наставља са претварањем због њене љубави према Скотију. 
Они почињу да се виђају, али Скоти остаје опседнут са „Медлин” и моли Џуди да промени своју одећи и фризуру како би подсећала на Медлин. Након што Џуди пристане, надајући се да ће можда коначно наћи срећу заједно, Скоти примећује да она носи огрлицу која је приказана на Карлотином портрету, схватајући истину и да је Џуди била Елстерова љубавница, пре него што је била одбачена као што је била и Карлота. Скоти инсистира да одвезе Џуди до цркве. 
Тамо, он јој говори да мора да одглуми догађај који је довео до његовог лудила, признајући да сада разуме да су „Медлин” и Џуди иста особа. Скоти је присиљава да се попне на кулу са звоном и натера је да призна своју превару. Скоти стиже до врха, коначно превладавајући свој страх од висине. Џуди му признаје да јој је Гевин платио да се представља као „Медлин” и да је Гевин гурнуо своју супругу са врха звоника.
Џуди преклиње Скотија да јој опрости пошто га она воли. Он је грли, али сенка се уздиже са краја звоника, плашећи Џуди, која закорачи назад и пада са куле. Скоти, опет ожалошћен, стоји на ивици, док сенка, заправо часна сестра која је истраживала ту буку, звони мисионарским звоном. 

## Улоге
| Глумац            | Улога                     |
| ----------------- | ------------------------- |
| Џејмс Стјуарт     | Џон „Скоти” Фергусон      |
| Ким Новак         | Медлин Елстер Џуди Бартон |
| Барбара Бел Гедес | Марџори „Миџ” Вуд         |
| Том Хелмор        | Гевин Елстер              |
| Хенри Џоунс       | иследник                  |
| Рејмонд Бејли     | Скотијев доктор           |
| Елен Корби        | власница хотела Мекитрик  |
| Константин Шејн   | Поп Лејбл                 |